# Westermannia ochracea
Westermannia ochracea är en fjärilsart som beskrevs av Max Wilhelm Karl Draudt 1950. Westermannia ochracea ingår i släktet Westermannia och familjen trågspinnare. Inga underarter finns listade i Catalogue of Life.